# Corus thoracalis
Corus thoracalis är en skalbaggsart som först beskrevs av Jordan 1894.  Corus thoracalis ingår i släktet Corus och familjen långhorningar. Inga underarter finns listade i Catalogue of Life.